# Bộ Nhà ở và Sự vụ đô thị
Bộ Nhà ở và Sự vụ đô thị (tiếng Anh: Ministry of Housing and Urban Affairs, MoHUA) là một bộ trong Chính phủ Ấn Độ, có thẩm quyền điều hành hoạt động xây dựng cũng như quản lý các quy tắc, quy định và pháp luật liên quan đến nhà ở và phát triển đô thị tại Ấn Độ. Bộ này tách từ Bộ Nhà ở và Giảm nghèo đô thị vào năm 2004 nhưng sau đó tái sáp nhập vào năm 2017.
Bộ này là cơ quan công bố Bảng xếp hạng thành phố quốc gia tại Ấn Độ. Đây là một danh sách xếp hạng Thành phố sạch nhất Ấn Độ, trong đó Indore được đánh giá là sạch nhất.
Bộ cũng công bố danh sách Thành phố thông minh Ấn Độ vào ngày 27 tháng 8 năm 2015.
Tháng 7 năm 2019, Bộ công bố thông số kỹ thuật của hệ thống giao thông công cộng Metrolite. Đây là một hệ thống tàu điện ngầm giá thành rẻ hơn mặc dù nhỏ hơn và chậm hơn.
Bộ Nhà ở và Sự vụ đô thị là Cơ quan Kiểm soát Cán bộ (CCA) của ba đơn vị thuộc Cục Công trình công cộng Trung ương (Central Public Works Department):
1. Dịch vụ Kiến trúc sư Trung ương (Central Architects Services, CAS)
2. Dịch vụ Kỹ thuật Trung tâm (Central Engineering Services, CES)
3. Dịch vụ Cơ điện và Cơ khí Trung ương (Central Electrical and Mechanical Engineering Services, CEMES)

Đây là các Dịch vụ Dân sự Nhóm A của Ấn Độ.

## Cơ cấu tổ chức

### Văn phòng trực thuộc
- Cục Công trình công cộng Trung ương (Central Public Works Department, CPWD)
- Tổng cục Bất động sản (Directorate of Estates)
- Tổng cục in ấn (Directorate of Printing)
- Văn phòng Đất đai & Phát triển (Land & Development Office)

### Văn phòng cấp dưới
- Cơ quan Quy hoạch Thị tứ và Quốc gia (Town & Country Planning Organisation)
- Văn phòng Văn phòng phẩm (Stationery Office)
- Cục Xuất bản (Department of Publication)

### Cơ quan pháp định
- Ủy ban nghệ thuật đô thị Delhi (Delhi Urban Arts Commission)
- Ban Quy hoạch Vùng Thủ đô Quốc gia (National Capital Region Planning Board)
- Viện Đô thị Quốc gia (National Institute of Urban Affairs)
- Ủy ban Rajghat Samadhi (Rajghat Samadhi Committee)
- Cơ quan Phát triển Delhi (Delhi Development Authority, DDA)

### Doanh nghiệp nhà nước
- Công ty TNHH NBCC (Ấn Độ) (NBCC (India) Limited)
- Tổng Công ty TNHH Phát triển Nhà và Đô thị (Housing and Urban Development Corporation Limited)
- Công ty TNHH Nhà lắp ghép Hindustan (Hindustan Prefab Limited)
- Tổng Công ty Vận tải Vùng Thủ đô (National Capital Region Transport Corporation)
- Công ty Vận tải Khối lượng lớn Đô thị (UMTC) (Urban Mass Transit Company (UMTC))

### Đề án
- Sứ mệnh Thành phố thông minh (Smart Cities Mission)
- HRIDAY
- AMRUT
- Giao thông đô thị (Urban Transport)
- Sứ mệnh Swachh Bharat (Swachh Bharat Mission)
- Thành phố sạch nhất Ấn Độ (Cleanest cities in India)

### Liên doanh
- Tàu điện ngầm Delhi
- Tàu điện ngầm Chennai
- Tàu điện ngầm Kolkata
- Tàu điện ngầm Bangalore
- Tàu điện ngầm nhanh Gurgaon
- Tàu điện ngầm Jaipur
- Tàu điện ngầm Mumbai
- Tàu điện ngầm Lucknow
- Tàu điện ngầm Kochi
- Tàu điện ngầm Noida
- Tàu điện ngầm Navi Mumbai
- Tàu điện một ray Mumbai
- Tàu điện ngầm Nagpur